# ليزا بين
ليزا بين (بالإنجليزية: Lisa Ben)‏ هي محرِّرة وكاتِبة وكاتبة غنائية أمريكية، ولدت في 7 نوفمبر 1921 في سان فرانسيسكو في الولايات المتحدة، وتوفيت في 22 ديسمبر 2015.

## وصلات خارجية
- ليزا بين على موقع IMDb (الإنجليزية)
- ليزا بين على موقع قاعدة بيانات الفيلم (الإنجليزية)